# Place de l'Arbat
Pour les articles homonymes, voir Arbat.
La place de l'Arbat (en russe : Арбатская площадь) est une des places les plus anciennes de Moscou.

## Situation et accès
Elle se situe à la jonction de l'anneau des boulevards, de la rue de l'Ascension (Vozdvijenka), de la rue Arbat et du nouvel Arbat. Elle est desservie par la station de métro Arbatskaïa, sur la ligne Filiovskaïa.

## Historique
La place d'aujourd'hui est dominée par le nouvel Arbat (ancienne avenue Kalinine), construit dans les années 1960 avec des immeubles hauts. La place d'autrefois se situait plus au sud du côté de la sortie du métro. C'est ici que se trouvaient les portes de Bely Gorod, dont les remparts ont été détruits dans les années 1750-1760 et la tour en 1792, pour aménager la place de l'Arbat. La rue de l'Ascension et la nouvelle place n'étaient pas reliées entre elles. Les voitures à cheval devaient tourner au sud vers le boulevard Nikitsky, passer un bloc de maisons, et tourner vers l'ouest vers la rue Arbat, ou la rue Povarskaïa, la rue Bolchaïa Moltchanovskaïa, la rue Malaïa Moltchanovskaïa ou bien l'avenue Merzliakovsky, ces quatre voies se terminant sur la place.

## Bâtiments remarquables et lieux de mémoire
- Le théâtre de bois de l'Arbat (Arbatsky) a été construit en 1806 par Carlo Rossi et a disparu dans l'incendie de Moscou de 1812.
- Il y avait aussi une fontaine au sud de la place (1840), agrémentée de statues en 1945, mais détruite dans les années 1960 pour la percée de la nouvelle avenue Kalinine (nouvel Arbat aujourd'hui).